# HD1
HD1 – galaktyka znajdująca się w gwiazdozbiorze Sekstantu. Została odkryta w 2022 i jest jedną z najstarszych oraz najodleglejszych obiektów zaobserwowanych dotychczas z Ziemi.

## Odkrycie
Odkrycie galaktyki HD1 zostało ogłoszone 7 kwietnia 2022 przez grupę astronomów z Uniwersytetu Tokijskiego na podstawie 1200 godzin obserwacji z teleskopu Subaru, VISTA oraz Kosmicznego Teleskopu Spitzera. Odkrycia dokonano poprzez badanie przesunięcia ku czerwieni ultrafioletowych źródeł światła pochodzących z formacji nowych gwiazd.

## Charakterystyka
W momencie odkrycia w 2022 HD1 była uznawana za najstarszą oraz najodleglejszą galaktykę odkrytą w obserwowalnym Wszechświecie. Przesunięcie ku czerwieni galaktyki wynosi z = 13,27. Znaczy to, że światłu z galaktyki zajęło 13,5 miliarda lat, aby dotrzeć do Ziemi. W związku z rozszerzaniem się Wszechświata rzeczywista odległość od galaktyki wynosi około 33,4 miliarda lat świetlnych. Galaktyka powstała zaledwie 330 milionów lat po Wielkim Wybuchu. Dla porównania szacuje się, że poprzednia najodleglejsza znana galaktyka – GN-z11 – powstała 420 milionów lat po Wielkim Wybuchu. Naukowcy odkryli także, że galaktyka HD1 mocno świeci w zakresie promieniowania ultrafioletowego. Przyczyną tego zjawiska mogą być stare gwiazdy III populacji występujące w tej galaktyce i będące bardzo silnym źródłem promieniowania UV. Drugim wytłumaczeniem jest hipoteza, że w centrum tej galaktyki znajduje się supermasywna czarna dziura o masie około 100 milionów mas Słońca, która, pochłaniając ogromne ilości gazu i pyłu, emituje wysokoenergetyczne fotony; hipoteza ta ma jednak wady: nie przewiduje się tak masywnych czarnych dziur na tak wczesnym etapie istnienia Wszechświata. Jeśli ta hipoteza by się sprawdziła, w centrum HD1 znajdowałaby się najstarsza supermasywna czarna dziura z dotychczas odkrytych.